# Priles
Priles is een plaats in de gemeente Sveti Đurđ in de Kroatische provincie Varaždin. De plaats telt 234 inwoners (2001).